# Amphiura luetkeni
Amphiura luetkeni är en ormstjärneart som beskrevs av Duncan 1879. Amphiura luetkeni ingår i släktet Amphiura och familjen trådormstjärnor. Inga underarter finns listade i Catalogue of Life.